# Басјун
Басјун (арап. بسيون) је град и општина у гувернорату Гарбија у Египту. Родно је место египатских фудбалера Ахмеда ел Мухамадија и Мохамеда Салаха.

## Познати људи
- Ахмед ел Мухамади, фудбалер
- Мохамед Салах, фудбалер